# St. Verena und Gallus (Hüfingen)

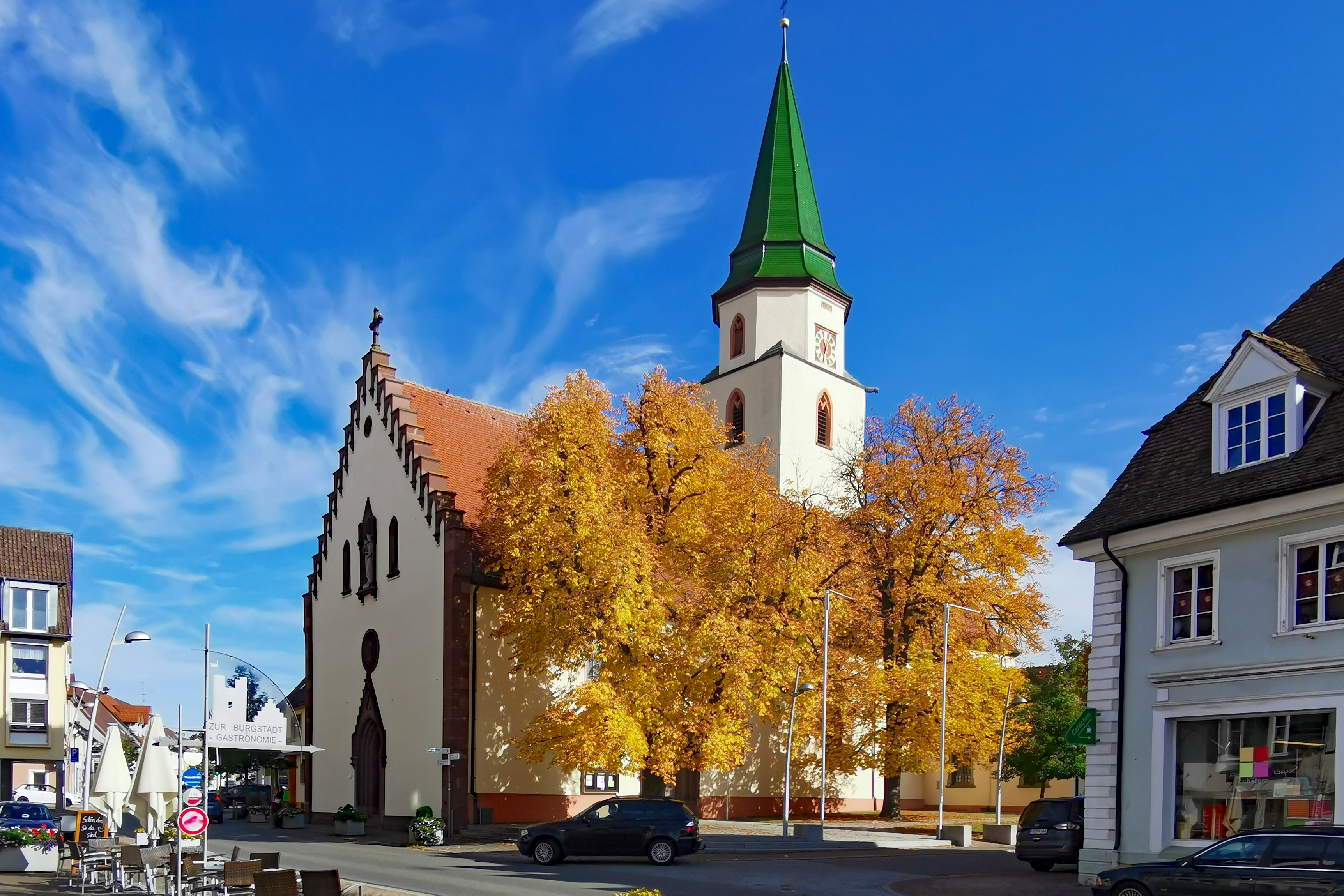
St. Verena und Gallus in Hüfingen

Die römisch-katholische Pfarrkirche St. Verena und Gallus steht in Hüfingen, einer Stadt im Schwarzwald-Baar-Kreis in Baden-Württemberg. Die Kirchengemeinde gehört zum Erzbistum Freiburg. Das Bauwerk ist beim Landesamt für Denkmalpflege Baden-Württemberg als Baudenkmal eingetragen.

## Beschreibung

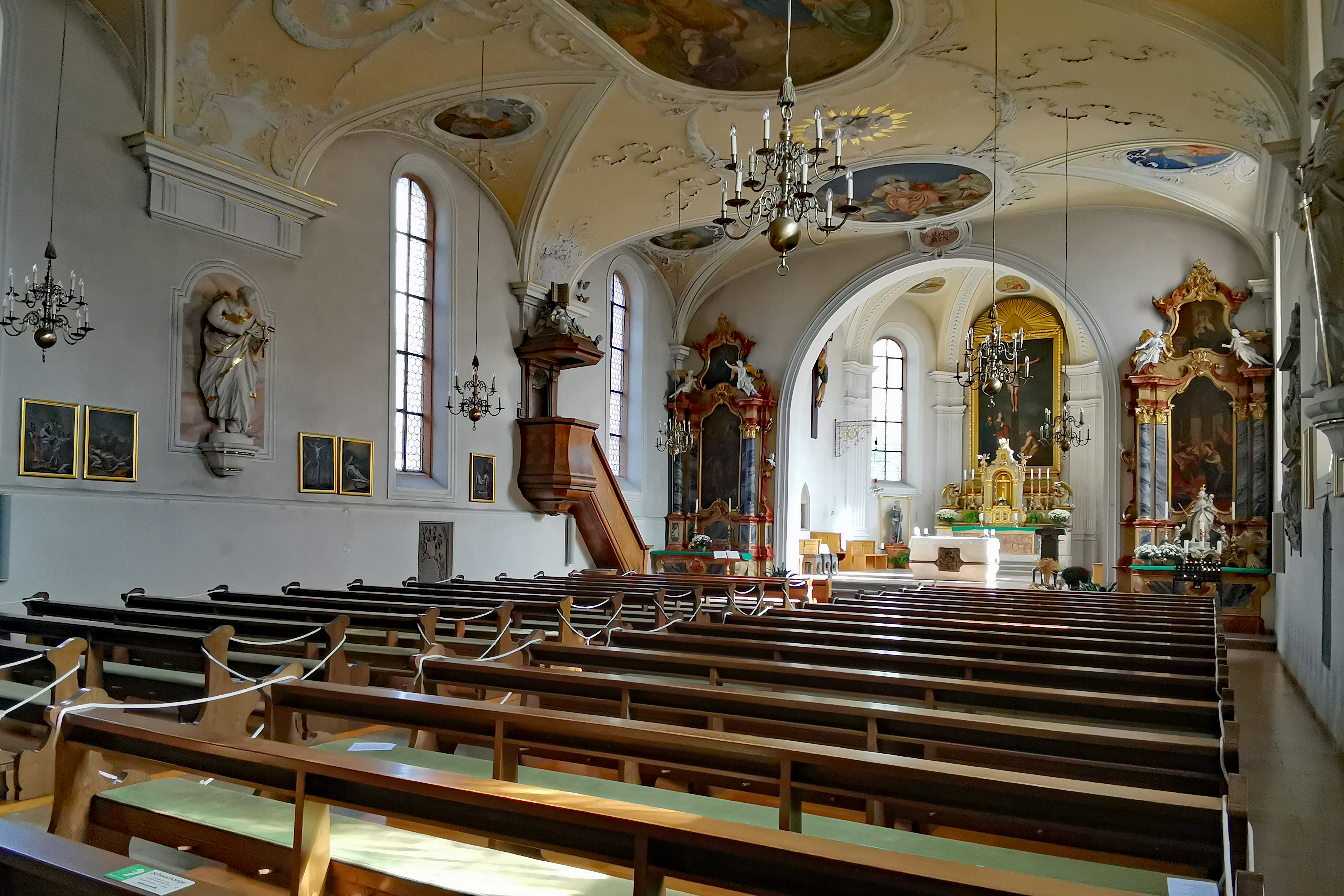
Innenraum

Die Saalkirche wurde 1553 zur heutigen Form vergrößert. Sie besteht aus einem Langhaus, einem eingezogenen, dreiseitig geschlossenen Chor im Osten und einem gotischen Chorflankenturm auf quadratischem Grundriss an seiner Nordwand, der mit einem achtseitigen spitzen Helm bedeckt ist. Sein oberstes quadratisches Geschoss beherbergt den Glockenstuhl, in dem sieben Kirchenglocken hängen. Darauf sitzt ein achteckiger Aufsatz mit der Turmuhr. Die Fassade im Westen mit dem Portal hat einen Staffelgiebel. Den Innenraum des Langhauses überspannt ein mit Rocaille verziertes Stichkappengewölbe. Der Hochaltar wurde am Anfang des 19. Jahrhunderts durch ein klassizistisches Gemälde von Johann Baptist Seele mit der Kreuzigung ersetzt.

## Glocken
Die sieben in einem Holzglockenstuhl hängenden Glocken im Kirchturm aus dem 17. Jahrhundert stammen aus vier Jahrhunderten. Die Glocken 1 bis 4 sind am Uhrschlag der Turmuhr beteiligt: Glocke 1 schlägt die vollen Stunden, die Glocken 2, 3 und 4 sorgen für den Viertelstundenschlag. An den vier Hauptseiten des achteckigen Aufsatzes über dem Glockengeschoss zeigen Zifferblätter die Uhrzeit auch optisch an.

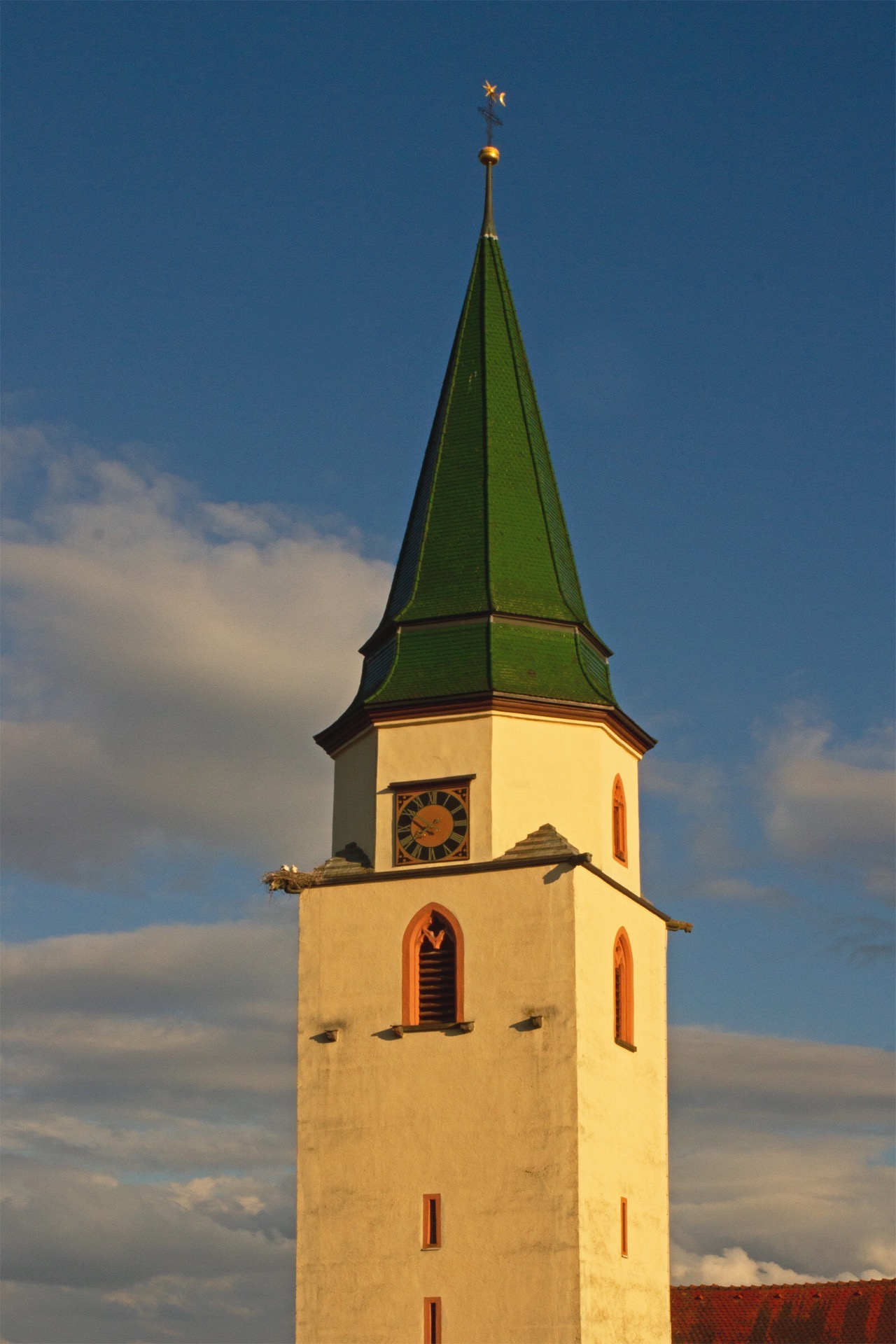
Kirchturm

Übersicht
| Glocke | Name                  | Gießer                         | Gussjahr | Gewicht | Durchmesser | Schlagton |
| ------ | --------------------- | ------------------------------ | -------- | ------- | ----------- | --------- |
| 1      | Hl. Maria             | Friedrich Wilhelm Schilling    | 1954     | 1960 kg | 1412 mm     | des’+5    |
| 2      | Hl. Jakobus           | Friedrich Wilhelm Schilling    | 1954     | 1309 kg | 1249 mm     | es’+5     |
| 3      | Verena und Gallus     | Benjamin u. Meinrad Grieninger | 1789     | 1100 kg | 1220 mm     | f’+4      |
| 4      | Wetterglocke          | Gebrüder Ulrich und Hug        | 14. Jh.  | 0775 kg | 1080 mm     | as’+5     |
| 5      | Friedensglocke        | unbekannt                      | um 1300  | 0550 kg | 0980 mm     | b’+4      |
| 6      | Dreißigjähriger Krieg | Karlsruher Glockengießerei     | 1992     | 0252 kg | 0710 mm     | des"+4    |
| 7      | Schwedenglöckchen     | Gebrüder Ulrich und Hug        | 14. Jh.  | 0100 kg | 0560 mm     | ges"+7    |